# Ahmad Wais
Ahmad Badreddin Wais (nascido em 15 de janeiro de 1991) é um ciclista sírio e atleta olímpico, que atualmente corre pela equipe UCI Continental Kuwait Pro Cycling Team. Ele representa a equipe de refugiados nas Olimpíadas. Ele participou do contra-relógio no UCI Road World Championships em 2017, 2018, 2019 e 2020 .

## Biografia
Ahmad Badreddin Wais nasceu em 15 de janeiro de 1991 em Aleppo, Síria . Ele começaria a pedalar aos 14 anos e iria competir no Campeonato Mundial de Juniores da UCI de 2009. Wais continuaria treinando durante a Guerra Civil Síria, sua família deixando-o enquanto fugia para a Turquia em 2013. Ele viveria sozinho em Damasco como estudante até 2014, quando decidiu deixar o país como refugiado.
Em 2014, Wais iniciaria sua jornada como refugiado, viajando de carro pela Síria e Líbano, acabando por pegar um barco para a Turquia para se reunir com sua família. Ele então viajaria de navio para a Grécia e, eventualmente, obteria o status de refugiado na Suíça, onde chegou de avião. Wais não iria competir novamente até 2017, citando o custo físico e emocional da provação; chegando a adiar o treinamento até 2015. Em 2016, fez parte da equipa holandesa Marco Polo .
Ele se tornaria um candidato em potencial para a Equipe Olímpica de Refugiados de 2016 .
Wais não voltou à Síria desde sua partida, porque foi classificado como tendo evitado o alistamento militar sírio .